# Viscount Cross

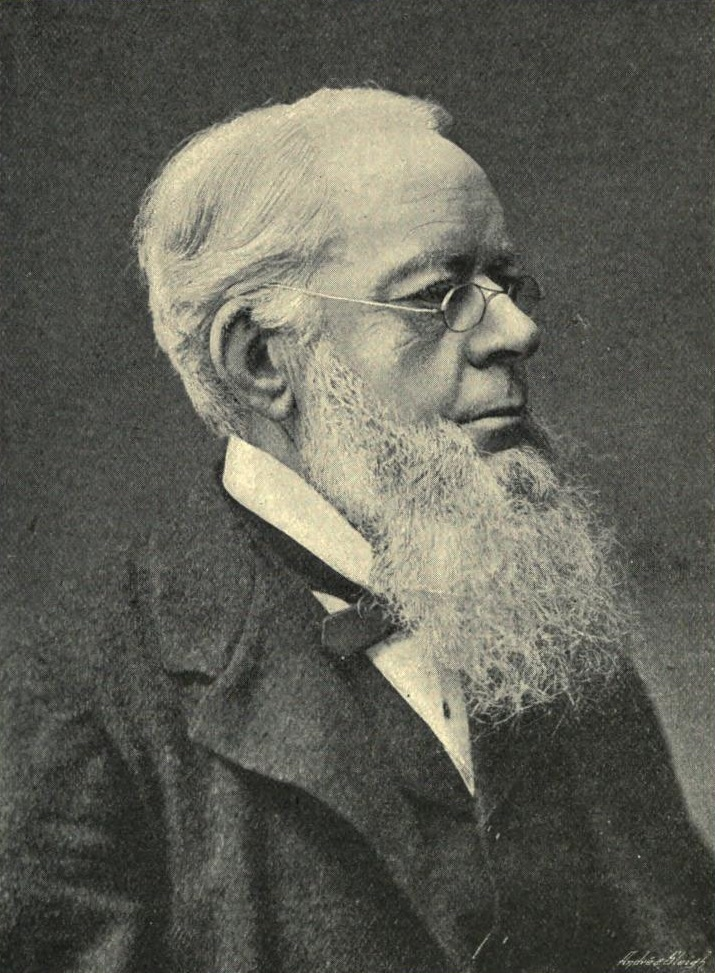
Richard Assheton Cross, 1. Viscount Cross

Viscount Cross, of Broughton-in-Furness in the County of Lancaster, war ein erblicher britischer Adelstitel in der Peerage of the United Kingdom.

## Verleihung und Erlöschen
Der Titel wurde am 19. August 1886 für den Unterhausabgeordneten und Lordsiegelbewahrer R. A. Cross geschaffen.
Der Titel erlosch beim Tod von dessen Urenkel, dem 3. Viscount, am 5. Dezember 2004.

## Liste der Viscounts Cross (1886)
- Richard Assheton Cross, 1. Viscount Cross (1823–1914)
- Richard Assheton Cross, 2. Viscount Cross (1882–1932)
- Assheton Henry Cross, 3. Viscount Cross (1920–2004)